# Irská Wikipedie
Irská Wikipedie (irsky Vicipéid na Gaeilge) je jazyková verze Wikipedie v irštině. Její provoz byl zahájen v roce 2003. V lednu 2022 obsahovala přes 55 000 článků a pracovalo pro ni 7 správců. Tato verze je podle počtu článků 93. v pořadí z více než 300 existujících jazykových verzí.